# Бакшино (Тверская область)
Бакшино — деревня в Рамешковском районе Тверской области России.

## География
Находится в восточной части Тверской области на расстоянии приблизительно 3 км на северо-восток от районного центра поселка Рамешки.

## История
Известна с 1859 года как карельская владельческая деревня, в которой 40 дворов, в 1887 — 56. Частью деревни в середине XIX века владел действительный статский советник Ф. Н. Глинка. В советское время работал колхоз «Прогресс». В 2001 году в деревне 21 дом постоянных жителей и 20 домов — собственность наследников и дачников. До 2021 входила в сельское поселение Некрасово Рамешковского района до их упразднения.

## Население
Численность населения: 272 человека (1859 год), 336 (1887), 331 (1936), 55 (1989), 60 (русские 56 %, карелы 32 %) в 2002 году, 47 в 2010.